# Mycterophora rubricans
Mycterophora rubricans là một loài bướm đêm trong họ Erebidae.